# جوزة الطيب

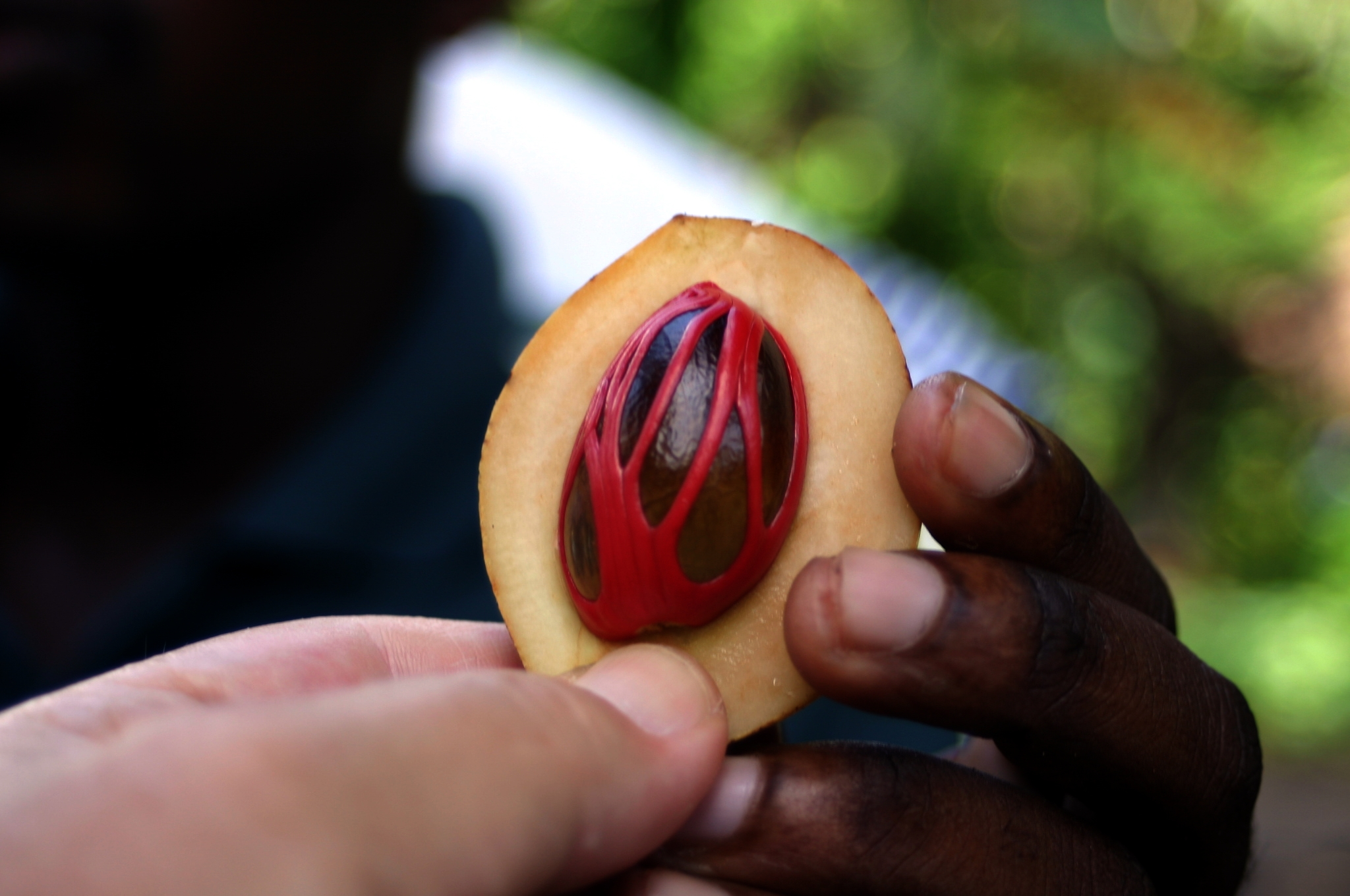
مَسحوق قُشور جَوزة الطيب ويظهر باللون الأحمر

جَوزة الطَيب هيَ نُواة ثَمرة شَجرة جَوزة الطَيب التي تَنمو فِي المَناطق الاستوائِية فَقط، وَثَمرة شَجرة جَوزة الطيب غَير صالِحة للأكل بِعكس نُواتها التي تُسمى «جوزة الطيب» وعادة ما تَكون مُغلفة بِقشرة حَمراء، وَتعتبر جوزة الطَيب العَطر واحدة من أهم أنواع شجرة جوزة الطَيب وهي شَجرة دائِمة الخُضرة تَتواجد في جُزر الباندا الموجودة في جُزر المُلوك (جُزر التوابل) المَوجودة في أندونيسيا.
تتواجد جَوزة الطَيب على شَكل بَيضة يتراوح طولها ما بين (20-30) ملم، ويتراوح عَرضها ما بَين (15-18) ملم، كَما يتراوح وَزنُها ما بين (5-10) غرام. عند زراعة شَجرة جوزة الطَيب للمرة الأولى فإن حصادها يَستغرق ما بين 7-9 سَنوات تقريباً، وتصل الأشجار إلى الإنتاج الكامل بَعد 20 عاماً تقريباً، وعادة ما تُستخدم جوزة الطَيب على شَكل مسحوق، كَما أن جوزة الطَيب تستخدم لإنتاج العَديد من المُنتجات التجارية الأُخرى كَالزيوت العطرية وَغيرها.

## الاستخدام
لِجَوزة الطَيب استخدامات غِذائية مُتعددة، إِذ تُستعمل كَتَابِل أَو بهار بِشكل مُنفرد أَو ضِمن اَنواع خَلطات البِهار المُختلفة مِثل خَلطة الكاري، فَهي تُعطي طعماً مُميزاً وَلاذِعاً وَنكهة حلوة للأطباق. كَما تُستعمل في صناعة بَعض المَخبوزات، والفَطائر، والحَلويات، وصَلصات الطعام المُطيبة، وَفي تَحضير أطباق مِن الخُضروات وفي تَتبيل اللحوم والدَواجن المُعدة للشوي، كَما يمكن إضافتُها إِلى اَنواع مُخصصة مِن الحَليب المُعدّ لِصناعة بَعض اَصناف القَهوة الغَربية، كَما تُستخدم مَع الشاي وصلصة البشاميل.

## الفوائد العلاجية
تُعرف جَوزة الطيب على أَنها مِن المَواد المُنشِطة وَالطارِدة لِرياح المَعدة، وَيُستعمل زَيت جوزة الطيب (ويُسمَّى السَّليخة) في صِناعة المراهم التي تُعالج الروماتزم وَالمَشاكل التَنفُسية، كَما تستخدمِ لِمعالجة جفاف الجلد واضطراباته ولعلاج بعض المشاكل الجنَسية.
وَلكن يَجب الانتباه إِلى عدم استعمال جوزة الطيب بِكمية كَبيرة فِي الطَعام لأَنها تَحتوي عَلى مَواد قَد تُسبب الهَلوسة وزغللة العُيون.

## وصلات خارجية
- Georgetown Official Website